# Xã North Codorus, Quận York, Pennsylvania
Xã North Codorus (tiếng Anh: North Codorus Township) là một xã thuộc quận York, tiểu bang Pennsylvania, Hoa Kỳ. Năm 2010, dân số của xã này là 8.905 người.